# معماری پی دی پی-۱۱
معماری پی دی پی -۱۱

## حافظه
فرمت داده
۱۶ بیت کلمه در اندیان کوچک (little endian) با کوچک‌ترین اهمیت. که باعث شهرت پی دی پی -۱۱ شده‌است.
این فرمت هنوز هم به پی دی پی اندیان در بعضی مواقع ترجیح داده می‌شود، ۳۲ بیت داده که از ضمایم مربوط به کامپیوتر پایه حمایت می‌کند. اعداد اعشاری در ساختار مجموعه ای اف پی یو و اعداد اعشاری بلند در ساختار توسعه یافته یا اعداد طولانی(long) در ساختار مجموعه‌ای نمایشی، که به همراه فرمت اندیان میانی نا متعارف در بیش از یک فرمت ذخیره می‌شوند،

## مدیریت حافظه
پی دی پی ۱۱ می‌تواند ۶۴ کیلو بایت داده را آدرس دهی کند،
همزمان که پی دی پی ۱۱ با # تغییر مسیر وکس را به همرا داشت، ۸ بیت- بایت نشان گزاری هگزا دسیمال در این صنعت به استاندارد تبدیل شدند، گرچه ارزش‌های عددی در پی دی پی ۱۱ همواره به صورت نشان گذاری octal استفاده می‌شده و مقدار حافظه‌ای که پیوست می‌شده به پی دی پی۱۱ همواره معرف تعداد کلمات بوده
فضای آدرس منطقی اولیه ۳۲ کیلو کلمه بوده ولی ۴ کیلو کلمهٔ بالایی اکثراً مئرد قول نبوده، زیرا ورودی یا خروجی در باس در این بازه عکس‌العمل به این آدرس نشان می‌داد پس به صورت عملی پی دی پی ۱۱ ۲۸ کیلو بایت را پر می‌کند
پردازنده آدرس‌های حافظه کم را برای بردارهای ۲ کلمه ای که program counter و کلمه وضعیت پردازنده با آن یک سرویس روتین را شروع می‌کند، محفوظ نگه می‌دارد.
وقتی که دستگاه ورودی خروجی یک برنامه را قطع می‌کند پردازنده آدرس بردار ویژه را در باس قرار می‌دهد. تا نشان دهد کدام سرویس روتین باید کنترل کار را به‌دست گیرد. پایین‌ترین بردار سرویس روتین‌ها برای هماهنگ‌کردن گونه‌های ویژه از تله مورد استفاده قرار می‌گیرد. تله در برخی خطاهای برنامه اتفاق می‌افتد مثل سرریز محاسباتی یا در موقعیت اجرا شدن یک ساختار نا معین و همچننی وقتی برنامه ساختاری مثل EMT, BPT و … را اجرا می‌کند.
توسعه حافظه
مقالهٔ پی دی پی -۱۱ نشان خواهد داد که چگونه یک آدرس ۱۶ بیت منطقی تبدیل به یک فضای غیرقابل عبور و محدود می‌شود، در طول حیات پی دی پی -۱۱ تکنیک‌های زیر برای حل مشکل محدودیت استفاده می‌شدند.
۱-پردازنده پی دی پی -۱۱ مدل جدید شامل مدیریت حافظه برای حمایت از آدرس دهی مجازی است و آدرس‌های فیزیکی فضا، تا ۱۸ یا حتی۲۲ بیت افزایش پیدا می‌کنند.
۲-برخی مدل‌ها با pdp-11/45 شروع می‌شوند که می‌توانند ۳۲ کیلو کلمه استفاده کنند. بر اساس. و براساس فضای ساختاری مربوط به کد برنامه می‌توانند ۳۲ کیلو کلمه را از قضای داده‌ها جداکنند. برخی سیستم عامل‌ها به صورت ویژه یونیکس از مدلV7 و RsX11 به این ویژگی متکی‌اند.
۳-تکنیک‌های برنامه‌نویسی می‌تواند برخی مسایل مربوط را از برنامه نویسان پنهان نگه دارد.

## ثبات‌های CPU
سی پی یو شامل ۸ ثبات ۱۶ بیتی (R0 تا R7)است. ثبات R7 شمارنده برنامه (Program Counter) است. همچنین هر ثبات می‌تواند به عنوان یک اشاره گر به پشته مورد استفاده قرار گیرد.
ثبات R6 (اشاره گر پشته) برای وقفه‌های سخت‌افزاری یا اینتراپت وتله‌ها مورد استفاده قرار می‌گیرد.